# لی بونگ-چانگ
لی بونگ-چانگ (انگلیسی: Lee Bong-chang; ۱۰ اوت ۱۹۰۰ – ۱۰ اکتبر ۱۹۳۲) فعال سیاسی در جنبش استقلال کره در طی استعمار ژاپن بر کره اهل کره جنوبی بود.